# Gauliga Pommern
La Gauliga Pommern fue la liga de fútbol más importante de Pomerania en la provincia de Prusia entre 1933 y 1945.

## Historia
La liga fue creada en 1933 por la Oficina Nazi de Deportes luego de que los nazis llegaran al poder en Alemania a causa del Tercer Reich para reemplazar al Campeonato de Pomerania, que en ese entonces era la liga de fútbol más importante de la región y que no era una liga importante, sino más bien funcionaba como un grupo de la región de Berlin-Brandenburg.
En su temporada inaugural la liga contó con la participación de 14 equipos de Pomerania divididos en dos grupos de siete equipos cada uno organizados de manera geográfica, enfrentándose entre sí a visita recíproca, en la que los ganadores de cada grupo se enfrentaban en una final a ida y vuelta para definir al campeón de liga, mientras que el último lugar de cada grupo descendía de categoría.
La liga mantuvo el formato hasta 1937 cuando fue reorganizada en un solo grupo de 10 equipos con dos descensos de categoría. Con la llegada de la Segunda Guerra Mundial en 1939, la liga fue restringida debido a que Pomerania tenía cercanía geográfica con Polonia, la cual en ese entonces era una zona de guerra, por lo que solo nueve equipos jugaron en la temporada 1939/40 divididos en dos grupos, uno de cinco equipos y el otro de 4.
Después de 1940 la liga fue dominada por equipos militares como el LSV Pütnitz, y luego de vencer a Polonia en la guerra, el fútbol volvió a la normalidad en Pomerania aunque la liga continuaba dividida en dos grupos: el oeste con ocho equipos y el este con seis, pero a partir de 1941 ambos grupos pasaron a ser de seis equipos y en la última temporada participaron equipos representantes de las fuerzas armadas de la Alemania Nazi: 5 de la Fuerza Aérea, uno de la Naval y uno de la Fuerza Armada.
Debido al colapso de la Alemania Nazi en 1945, las Gauligas fueron seriamente afectadas y Pomerania fue dividida en seis regiones separadas y el fútbol fue detenido a causa de la llegada del Ejército Rojo a Pomerania. La parte oeste pasó a ser de Alemania Oriental, la ciudad de Stettin pasó a ser de Polonia en compensación por los territorios del este que pasaron a ser de la Unión Soviética y los pobladores de origen alemán fueron expulsados de la zona.
La parte de la zona perteneciente a Alemania Democrática pasó a jugar en la DDR-Oberliga (primera división), los clubes de Polonia se integraron a la estructura del fútbol de ese país,y los clubes que participaron en la liga fueron oficialmente desaparecidos.

## Equipos Fundadores
Estos fueron los catorce equipos que participaron en la primera temporada de la liga en 1933/34:
| Grupo Oeste - Stettiner SC - Polizei SV Stettin - SC Preußen Stettin - VfL Stettin - VfB Stettin - Greifswalder SC - Viktoria Stralsund | Grupo Este - Viktoria Stolp - SV Preußen Köslin - Heeres SV Hubertus Kolberg - SV Viktoria Kolberg - SV Sturm Lauenburg - SV Germania Stolp - SV Phönix Köslin |

## Lista de campeones
| Temporada | Campeón        | Finalista          |
| --------- | -------------- | ------------------ |
| 1933-34   | Viktoria Stolp | Stettiner SC       |
| 1934-35   | Stettiner SC   | Viktoria Stolp     |
| 1935-36   | Viktoria Stolp | Stettiner SC       |
| 1936-37   | Viktoria Stolp | Polizei SV Stettin |
| 1937-38   | Stettiner SC   | MTV Pommerensdorf  |
| 1938-39   | Viktoria Stolp | MTV Pommerensdorf  |
| 1939-40   | VfL Stettin    | Germania Stolp     |
| 1940-41   | LSV Stettin    | Germania Stolp     |
| 1941-42   | LSV Pütnitz    | Viktoria Stolp     |
| 1942-43   | LSV Pütnitz    | LSV Kamp           |
| 1943-44   | LSV Pütnitz    | HSV Groß-Born      |

## Posiciones Finales 1933-44
| Club                        | 1934 | 1935 | 1936 | 1937 | 1938 | 1939 | 1940 | 1941 | 1942 | 1943 | 1944 |
| --------------------------- | ---- | ---- | ---- | ---- | ---- | ---- | ---- | ---- | ---- | ---- | ---- |
| Viktoria Stolp              | 1    | 1    | 1    | 1    | 3    | 1    | 2    | 2    | 1    | 2    |      |
| Preußen Köslin              | 2    | 7    |      |      |      |      |      | 6    |      |      | 6    |
| Hubertus Kolberg            | 3    | 2    | 2    | 5    |      |      |      |      | 5    | 4    |      |
| Viktoria Kolberg            | 4    | 6    | 7    |      |      |      |      | 3    | 3    | 3    | 2    |
| Sturm Lauenburg             | 5    | 3    | 5    | 6    |      |      | 5    |      |      |      |      |
| Germania Stolp              | 6    | 4    | 3    | 3    | 4    | 3    | 1    | 1    | 4    | 5    | 5    |
| Phönix Köslin               | 7    |      |      |      |      |      |      | 5    | 2    | 6    |      |
| SC Stettin                  | 1    | 1    | 1    | 2    | 1    | 4    | 2    | 4    | 4    | 3    | 5    |
| PSV Stettin                 | 2    | 2    | 3    | 1    | 5    | 6    |      |      |      |      |      |
| SC Preußen Stettin          | 3    | 4    | 4    | 4    |      |      |      |      |      |      |      |
| VfL Stettin                 | 4    | 6    | 7    |      |      |      | 1    | 3    | 5    | 6    |      |
| VfB Stettin                 | 5    | 3    | 5    | 7    |      |      |      |      |      |      |      |
| Greifswalder SC             | 6    | 5    | 2    | 3    | 7    | 9    |      |      |      |      |      |
| Viktoria Stralsund          | 7    |      |      |      |      |      |      |      |      |      |      |
| Hertha Schneidemühl         |      | 5    | 4    |      |      |      |      |      |      |      |      |
| Komet Stettin               |      | 7    |      |      |      |      |      |      |      |      |      |
| Pfeil Lauenburg             |      |      | 6    | 4    | 8    | 8    | 4    |      |      |      |      |
| Blücher Gollnow             |      |      | 6    | 5    |      |      |      |      |      |      |      |
| Mackensen Neustettin        |      |      |      | 2    | 10   |      |      |      |      |      |      |
| MTV Pommernsdorf            |      |      |      | 6    | 2    | 2    | 4    | 5    | 6    |      |      |
| SV Borussia-Preußen Stettin |      |      |      |      | 6    | 10   |      | 8    |      |      |      |
| Graf Schwerin Greifswald    |      |      |      |      | 9    |      |      |      |      |      |      |
| Nordring Stettin            |      |      |      |      |      | 5    | 3    | 6    |      |      |      |
| LSV Pütnitz                 |      |      |      |      |      | 7    |      | 2    | 1    | 1    | 1    |
| Stern/Fortuna Stolp         |      |      |      |      |      |      | 3    | 4    | 6    |      |      |
| TSV Swinemünde              |      |      |      |      |      |      | 5    | 7    |      |      |      |
| LSV Stettin                 |      |      |      |      |      |      |      | 1    | 2    | 2    | 2    |
| LSV Parow                   |      |      |      |      |      |      |      |      | 3    | 5    | 4    |
| LSV Kamp                    |      |      |      |      |      |      |      |      |      | 1    |      |
| LSV Dievenow                |      |      |      |      |      |      |      |      |      | 4    | 6    |
| HSV Groß-Born               |      |      |      |      |      |      |      |      |      |      | 1    |
| LSV Stolpmünde              |      |      |      |      |      |      |      |      |      |      | 4    |
| Kriegsmarine Swinemünde     |      |      |      |      |      |      |      |      |      |      | 3    |